# Жорж Ґурвіч
Жорж Ґурвіч (рос. Георгий Давыдович Гурвич; 20 жовтня 1894, Новоросійськ — 10 грудня 1965, Париж) — французький соціолог та соціальний філософ російсько-єврейського походження; правознавець, професор Сорбонського університету, визначний теоретик соціології права.

## Біографія
Народився у Новоросійську. Закінчив Ризьку Миколаївську гімназію, вступив до Юріївського університету (1912), де вивчав юриспруденцію протягом шести семестрів. Перевівся до Петроградського університету (1915), де на нього справив істотний вплив російсько-польський юрист Петражицький. Тут же отримав магістерську ступінь (1917), та докторат (1920).
В 1920 році емігрувавши з Росії. Зупинився у Берліні, та прослухав курс «Про ідею невід'ємного права осіб», а також опублікував статтю «Russische Geschichtsphilosophie» («Російська філософія історії») в журналі «Preußische Jahrbücher» («Прусський Щорічник»).
Наступним етапом Ґурвіча була Прага (1923), де він працював при Карловському університеті на російському юридичному факультеті, з моменту його заснування (1923). Був доцентом кафедри історії філософії права.
В 1925 переїхав до Франції, де працював у Слов'янському університеті в Парижі (1925—1927). Згодом починає викладати у Сорбоні (1927), де читає відкритий курс лекцій «Сучасні тенденції у Німецькій філософії».
В 1928 році прийняв французьке громадянство, але також брав активну участь у житті російської еміграції. Викладав курс філософії в Колеж Севінь (1932—1934), викладав соціологію в університеті Бордо (1934—1935). Був генеральним секретарем Міжнародного інституту соціології права в Парижі (1931—1940), та редактором паризького журналу «Archives de philosophie du droit et de sociologie juridique» («Архіви філософії права та юридичної соціології»).
З початком Другої світової війни вступив до лав французької армії (1940). Після поразки Франції і капітуляції перед гітлерівським Третім Рейхом емігрував до США. Очолив Французький інститут соціології при Вільній вищій школі в Нью-Йорку. Читав курс соціології знання у Гарвардському університеті (1944—1945). Став першим директором Центру соціологічних досліджень лабораторії соціології пізнання і моралі у Франції, Міжнародної асоціації соціологів франкомовних країн (1962), головним редактором журналу «Міжнародні зошити з соціології» (1946).
Після війни повернувся до Франції, де з 1948 став професором соціології в Університеті Парижа та директором «L'Ecole Pratique des Hautes Etudes» (Школа практичних Вищих досліджень). Займав пост президента комісії з соціології та демографії Національного центру координації наукових досліджень Франції.
Помер у Парижі.

## Соціологічна концепція
Орієнтацію французької соціології на чистий емпіризм Ґурвіч не підтримував. Соціологія, за його думкою, повинна насамперед позбавитись чисто аналітичного емпіризму (проголошеного Стецелем) та винятково спекулятивної теоретизації. Також виступав проти американізації соціології. Таким чином виникла «Міжнародна Асоціація франкомовних соціологів». Був проти номіналізму, детермінізму та догматизму у соціології. Від К.Маркса та П.Прудона бере аналіз соціальних протиріч, їх думку щодо соціальних динамізмів, прихованих від установ, спробу проаналізувати дифузні опори, що допускають постановку в каузальність соціального порядку. Ставить як задачу для соціології аналіз глобальних суспільств та виражає свою недовіру по відношенню до праць фрагментарних, не пов'язаних з тоталізуючою рефлексією.

## Соціологічні погляди

### Діалектичний гіперімпіризм
Ґурвіч сповідував діалектичний або релятивістський гіперімпіризм, який тісно пов'язує досвід з його теоретизацією, пояснення з розумінням, емпіричне з теоретичним у взаємності перспектив забороняючи також будь-яке протиставлення індивідуального і соціального (колективного). Називаючи свої погляди діалектичним гіперімпіризмом він відкидав формально-дедуктивні теорії та емпіризм в західній соціології і прагнув будувати соціологію на основі діалектики, що інтерпретується в дусі релятивізму і плюралізму. У методологічному плані діалектичний гіперімпіризм означав орієнтацію на відмову від будь-якої заздалегідь прийнятої філософської позиції у підході до вивчення людини, а в онтологічному плані трактування людського досвіду як різноманітного і безперервно оновлюючогося у своїх підставах.

### Методи вивчення соціальної реальності
Ґурвіч виділяє три методи вивчення соціальної реальності:
1) Систематизуючий та аналітичний — спрямований на практичні цілі, та на один з рівнів соціальної реальності більш-менш штучно віддаленої від цілісності.
2) Індивідуалізуючий (сингуляризуючий) застосовується у двох приватних соціальних науках: історії та етнографії.
3) Метод якісної та дискретної типології який і є основним методом науки соціології. Остання вивчає за Ґурвічем три категорії типів соціальної реальності: мікросоціологічні типи, типи приватних груп, типи соціальних класів та глобальних суспільств.
Перша категорія типів — це різного роду соціальні зв'язки — «Прояви соціабельності». (це найбільш абстрактні та загальні типи).
Друга категорія — це типи цілісних соціальних феноменів, що становлять колективні одиниці, які є частковими, одно-або багатофункціональними. Дані типи є структуровані або структурованими.
До третьої категорії типів належать типи цілісних соціальних феноменів, які є супрафункціональними і являють собою макрокосму приватних груп. Ці типи найбільш конкретні і близькі до історичного існування, тобто вони повторюються надзвичайно рідко.
Специфіка соціологічного методу в тому, щоб завжди водночас брати до уваги усі рівні, виміри та сектора соціальної реальності.

### Предмет соціології
Термін «глобальний» за Ґурвічем не відноситься до «універсального». «Глобальний» означає всеохопний. Кожне глобальне суспільство не лише структуроване, а ефективно структуроване. Отже терміни «глобальне суспільство» та «глобальна структура» це одне й теж.
Певні групи є завжди структурованими, навіть коли вони не організовані, наприклад соціальні класи, але соціальні класи ніколи не статичні.
Глобальне суспільство є виключно супрафункціональним, воно не зводиться до сукупності функцій або результатам здійсненої праці. Воно не може адекватно виражатися в будь-якій організації, взятої окремо, ні навіть у багатьох серед них. Тому не можна ідентифікувати структуру і організацію. З цієї точки зору неорганізована інфраструктура глобального суспільства ще більш спонтанна і менш піддається впливу організацій, якими виступають соціальні класи. Будь — яке глобальне суспільство належить до цивілізації.
Предмет соціології — це «цілісні соціальні феномени»(поняття сформульоване Моссом). Ґурвіч з позиції плюралізму відкидав матеріалізм та ідеалізм, вказуючи на протиріччя характеру суспільного розвитку він вважав відносини
між класами «радикально непримиренними» і доводив неминучість соціальних антагонізмів. З позиції «плюралістичного і децентралізованого колективізму» критикував капіталістичне суспільство, вказував на необхідність і неминучість соціальної революції.

## Публікації
- 12.12.1914nbsp;— «Правда волі монаршої Феофана Прокоповича (історія філософії права)» — (за даний твір отримав золоту нагороду від юридичного факультету Юріївського університету).
- 1918 — «Руссо і декларація прав. Ідея невід'ємних прав людини в політичній доктрині Руссо».
- 1920 — «Russische Geschichtsphilosophie» (Російська філософія історії).
- 1921 — «Ідеї невід'ємних прав у політичній доктрині XVII—XVIII століть».
- 1922 — «Die Einheit des Fichtes Philosophie» (Єдність філософії Фіхте).
- 1924 — «Ідеологія соціалізму у світі новітньої німецької літератури»
- 1925 — «Держава та соціалізм»
- 1925 — «Пророки»
- 1925 — «Новітня еволюція в ідеології французького синдикалізму»
- 1925 — «Більшовизм і замирення Європи»
- 1926 — «Етика та релігія»
- 1927 — «Прудон та сучасність»
- 1927 — «Майбутнє демократії»
- 1928 — «Соціалізм та власність»
- 1928 — «Власність та соціалізм»
- 1932 — «Етика перетвореного еросу» (рецензія до книги Вишеславцева)
- 1932 — «Le temps present et l'idee du droit social» (Сьогодення та ідея соціального закону)
- 1935 — «L'Experience juridique et la philosophie pluraliste du Droit» (Правовий досвід і плюралістична філософія права)
- 1937 — «Morale theorique et science des moeurs» (Моральні теорії и науки про мораль)
- 1938 — «Essais de sociologie» (Нариси з соціології)
- 1940 — «Elements de sociologie Juridique» (Юридичні елементи соціології)
- 1945 — «Соціологія у XX столітті»
- 1946 — «Декларація про соціальні права»
- 1947 — «Соціологія закону»
- 1949 — «Індустріалізація та технократія»
- 1950 — «Актуальні питання соціології»
- 1955 — «Соціальний детермінізм та людська свобода»
- 1958, 1960 — «Соціологічний трактат»
- 1958 — «Поняття соціальних класів в К.Маркса до наших днів»
- 1958 — «Сучасне призвання соціології»
- 1962 — «Діалектика та соціологія»
- 1967 — «Соціальні рамки пізнання»
- 1968 — «Мій інтелектуальний шлях»